# San Roque, Durango
San Roque är en ort i Mexiko.   Den ligger i kommunen Gómez Palacio och delstaten Durango, i den centrala delen av landet, 800 km nordväst om huvudstaden Mexico City. San Roque ligger 1 125 meter över havet och antalet invånare är 164.
Terrängen runt San Roque är platt åt nordost, men åt sydväst är den kuperad. Runt San Roque är det tätbefolkat, med 308 invånare per kvadratkilometer. Närmaste större samhälle är Gómez Palacio, 19,7 km sydost om San Roque. Omgivningarna runt San Roque är i huvudsak ett öppet busklandskap.